# دوم ماه مه ۱۸۰۸

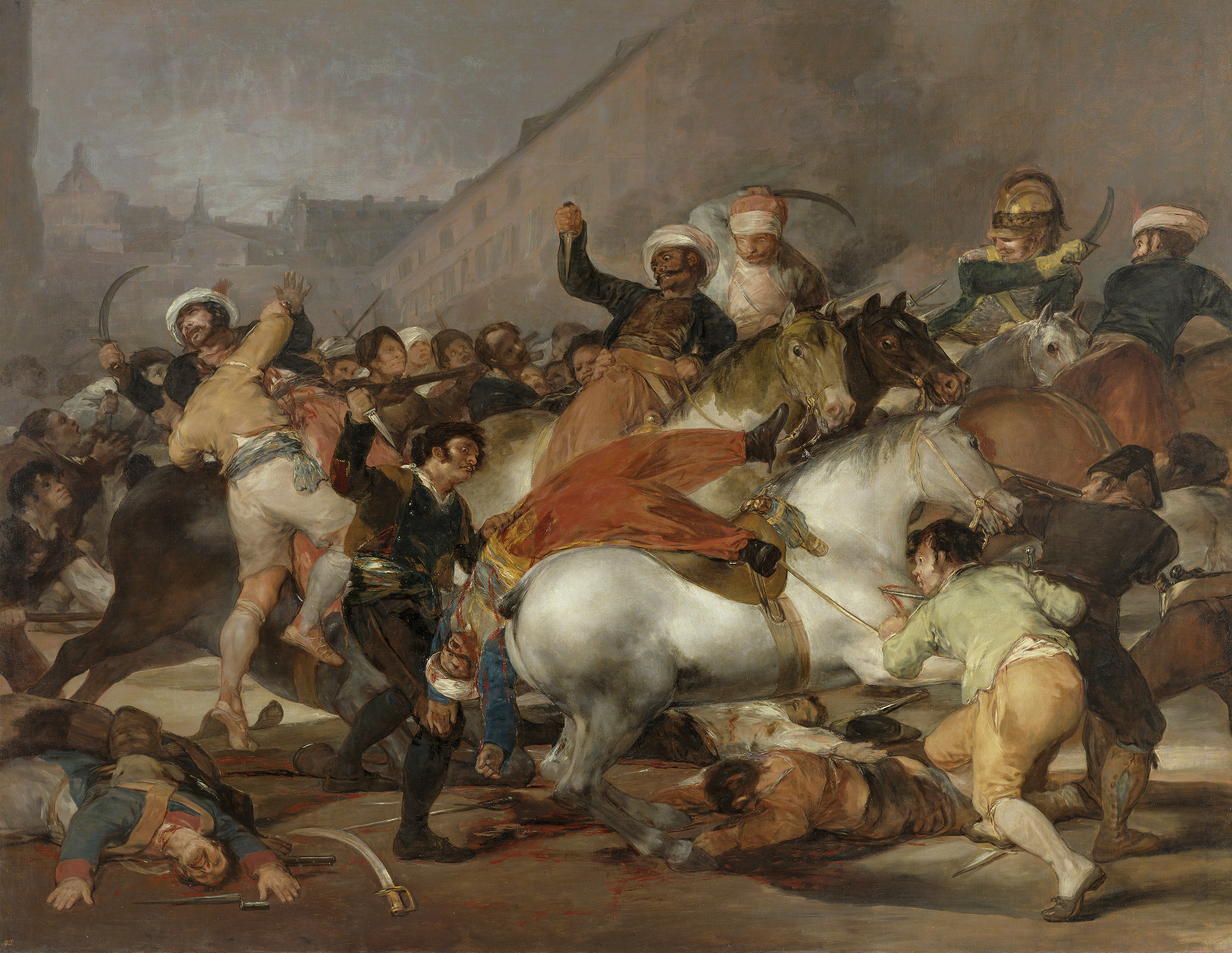
تابلوی دوم ماه مه ۱۸۰۸ اثر فرانسیسکو گویا در موزه دل پرادو در مادرید نگه‌داری می‌شود

دوم ماه مه ۱۸۰۸، یک تابلو نقاشی اثر فرانسیسکو گویا نقاش اسپانیایی است که بین سال‌های ۱۸۱۴ تا ۱۸۱۵ و تنها در وقفه‌ای دو ماهه با تابلوی سوم ماه مه ۱۸۰۸ خلق شده‌است.

## جزئیات اثر
تابلو، مملوک‌های عضو گارد سواره‌نظام سلطنتی امپراتوری فرانسه را در حال سرکوب مردم مادرید و واکنش مردم و آغاز جنگ خیابانی دو روزه‌ای را به تصویر کشیده‌است. مردم مادرید بخاطر شباهت‌های ظاهری مملوک‌ها را به چشم موروها می‌دیدند و ازشان متنفر بودند.
این اثر اکنون در موزه دل پرادو در مادرید نگه‌داری می‌شود.